# Oderaue
Oderaue là một đô thị in the Oderbruch, district Märkisch-Oderland, bang Brandenburg, Đức. Đô thị này có diện tích 65,07 km², dân số thời điểm 31 tháng 12 năm 2006 là 1799 người.